# Cadillac Man
Cadillac Man (eredeti cím: Cadillac Man) egy 1990-es, amerikai vígjáték, Roger Donaldson rendezésében, Robin Williams és Tim Robbins főszereplésével.

## Cselekmény
|  | Alább a cselekmény részletei következnek! |

Joey O'Brien queensi autókereskedőnek romokban hever az élete: volt felesége tartásdíjat követel, lánya eltűnt, két szeretője is fülig szerelmes belé, és kétnapos határidő áll rendelkezésére, hogy vagy tizenkét autót adjon el, vagy elveszíti az állását. Ezen kívül tartozik a maffiának és gyorsan fizetnie kell, különben megölik.
Egyik nap (O'Brien határidőjének utolsó napján) az autókereskedést túszul ejti Larry egy AK-47-es gépfegyverrel, aki azt hiszi, hogy a felesége megcsalja őt. Joey-nak sikerül lebeszélnie Larryt arról, hogy kárt tegyen, azt állítva, hogy ő az, aki lefekszik Larry feleségével. Miközben a rendőrség körbeveszi a kereskedést, Joey és Larry elkezdenek kötődni egymáshoz, és Joey meggyőzi Larryt, hogy adja fel magát.
Mivel a rendőrök nem veszik észre, hogy Larry fegyvere nincs megtöltve, megsebesítik őt, miután a túszok többségét már kiszabadították. Joey megígéri, hogy Larry mellett marad, amíg felépül, és bevallja, hogy valójában soha nem feküdt le Larry feleségével. A krízis megoldja Joey összes problémáját: a szeretői tudomást szereznek egymásról és dobják a férfit, a lánya visszatér, az állása megmarad, a maffiafőnök (akinek a fia a túszok között volt) elengedi az adósságát, és kibékül a volt feleségével.
|  | Itt a vége a cselekmény részletezésének! |

## Szereplők
| Szerep             | Színész           | Magyar hang      | Magyar hang    |
| Szerep             | Színész           | 1. szinkron      | 2. szinkron    |
| ------------------ | ----------------- | ---------------- | -------------- |
| Joey O`Brien       | Robin Williams    | Bajor Imre       | Maros Gábor    |
| Larry              | Tim Robbins       | Rékasi Károly    | Kálid Artúr    |
| Tina               | Pamela Reed       | Molnár Zsuzsa    | Balogh Erika   |
| Joy Munchack       | Fran Drescher     | Vándor Éva       | Németh Borbála |
| Harry Munchack     | Zack Norman       | Zana József      | Harsányi Gábor |
| Lila               | Lori Petty        | Prókai Annamária | Orosz Anna     |
| Donna              | Annabella Sciorra | Tóth Enikő       | Zakariás Éva   |
| Kicsi Jack Turgeon | Paul Guilfoyle    | Konrád Antal     | Besenczi Árpád |
| Benny              | Eddie Jones       | Láng József      | Láng József    |
| Tony Dipino        | Paul Herman       | Tolnai Miklós    | Áron László    |

## Forgatás
A film forgatása New Yorkban zajlott, 1989. május 16. és 1989. júliusa között. 

## Bevétel
A Cadillac Man 1990. május 18-án került a mozikba 1944 moziban. A mozipénztáraknál a nyitóhétvégéjén 6,7 millió dollárt hozott, ami a második helyre volt elég, és megelőzte, a szintén debütáló Palimadár című film. A film az Egyesült Államokban 27,6 millió dollárt hozott.

## Kritikai visszhang
A Rotten Tomatoes-on a Cadillac Man 58%-os tetszési indexet ért el 12 kritikus véleménye alapján. Hét kritikus pozitívan, öt kritikus negatívan értékelte a filmet.

## Fordítás
- Ez a szócikk részben vagy egészben  a   Cadillac Man című angol Wikipédia-szócikk fordításán alapul.  Az eredeti cikk szerkesztőit annak laptörténete sorolja fel. Ez a jelzés csupán a megfogalmazás eredetét és a szerzői jogokat jelzi, nem szolgál a cikkben szereplő információk forrásmegjelöléseként.